# Friedrich Weber
Friedrich Weber (1781-1823) fue un entomólogo alemán. Fue discípulo de Johan Christian Fabricius (1745-1808), y escribió Nomenclator entomologicus en 1795 a la edad de 14 y Observationes entomologicae en 1801. Estos dos obras contenían las primeras descripciones de muchos insectos de nuevas especies y también primeras descripciones de otros invertebrados como el bogavante género Homarus.

## Lista parcial de las obras
- 1795 : Nomenclator entomologicus secundum entomologian systematicam ill. Fabricii, adjectis speciebus recens detectis et varietatibus. Chiloni et Hamburgi: C.E. Bohn viii 171 p.

- 1801. Observationes entomologicae, continentes novorum quae condidit generum characteres, et nuper detectarum specierum descriptiones. Impensis Bibliopolii Academici Novi, Kiliae, 12 + 116 p. [xerox: 112-116]

- Con M. H. Mohr 1804. Naturhistorische Reise durch einen Theil Schwedens. Göttingen.

- La abreviatura «F.Weber» se emplea para indicar a Friedrich Weber como autoridad en la descripción y clasificación científica de los vegetales.[2]